# ريغي لورانس
ريغي لورانس (بالإنجليزية: Reggie Lawrence)‏ هو لاعب كرة قدم أمريكية أمريكي، ولد في 12 أبريل 1970 في كامدن في الولايات المتحدة.

## وصلات خارجية
- ريغي لورانس على موقع مرجع كرة القدم المحترفة.كوم (الإنجليزية)